# Fula (etnie)
Populația fula  sau fulani sau fulany sau fulɓe (Fula:fulɓe; franceză Peul; Hausa:fulani sau hilani; portugheză fula; Wolof: Pël; Bambara: fulaw), cu un număr cuprins între 20 și 25 de milioane de oameni, este unul dintre cele mai mari grupuri etnice din Sahel și Africa de Vest, dispersat în întreaga regiune. Fulanii, în mod tradițional, se crede că au rădăcini în Africa de Nord și Orientul Mijlociu, și că mai târziu s-au amestecat cu localnicii din Africa de Vest. Ca grup etnic, ei sunt legați între ei prin limba fula, prin afilierea la Islam ,prin istoria  și prin cultura comune.
O proporție semnificativă a fulanilor – o treime sau o valoare estimată la 7 - 8 milioane – sunt păstori, ceea ce face din ei grupul etnic cu cea mai mare comunitate pastorală nomadă din lume.  Locuind în multe țări, ei trăiesc în principal în Africa de Vest și părțile nordice ale Africii Centrale, dar și în Ciad, Sudan și în regiunile de lângă Marea Roșie.
Mulți fulani au fost luați captivi în America în secolele 16-19 , ca parte a comerțului cu sclavi. Ei au fost în mare măsură capturați din Senegal și Guineea, și cu un procent semnificativ din Mali și Camerun. Unii fulani faimoși luați ca sclavi au fost Bilali Muhammad, Ayuba Suleiman Diallo, Salih Bilali, Abdulrahman Ibrahim Ibn Sori, și Omar ibn Said. Se cunosc încă urmași de-ai lui Bilali Muhammad care locuiesc pe Sapelo Island, Georgia, Statele Unite ale Americii, și are descendenți chiar și în Arhipelag. Lucayan. Abdul-Rahman și multe alții, de asemenea, au mulți descendenți în America atât ca un rezultat al propriei lor destinații cât și ca o consecință a continuării comerțului cu "carne vie" din  Africa. 
Fulanii sunt lideri în multe țări din Africa de Vest, printre aceștia se numără președintele Nigeriei, Muhammadu Buhari, președintele Senegalului, Macky Sall, președintele Gambiei, Adama Barrow, vice-președintele din Sierra Leone, Dr. Mohamed Juldeh Jalloh, și vice-președinte Gambiei, Fatoumata Tambajang.

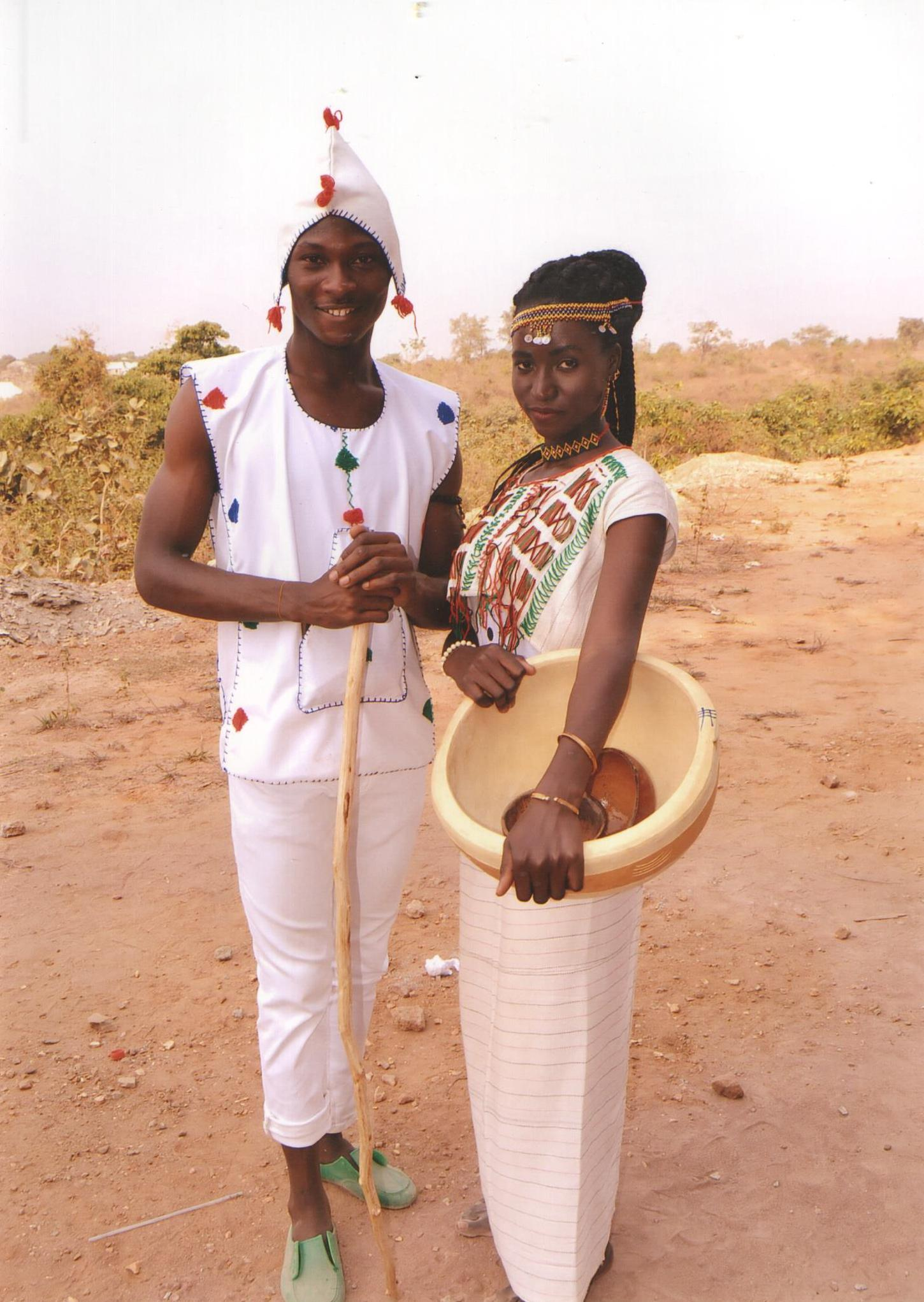
Cuplu de fulani în costum popular

## Nume

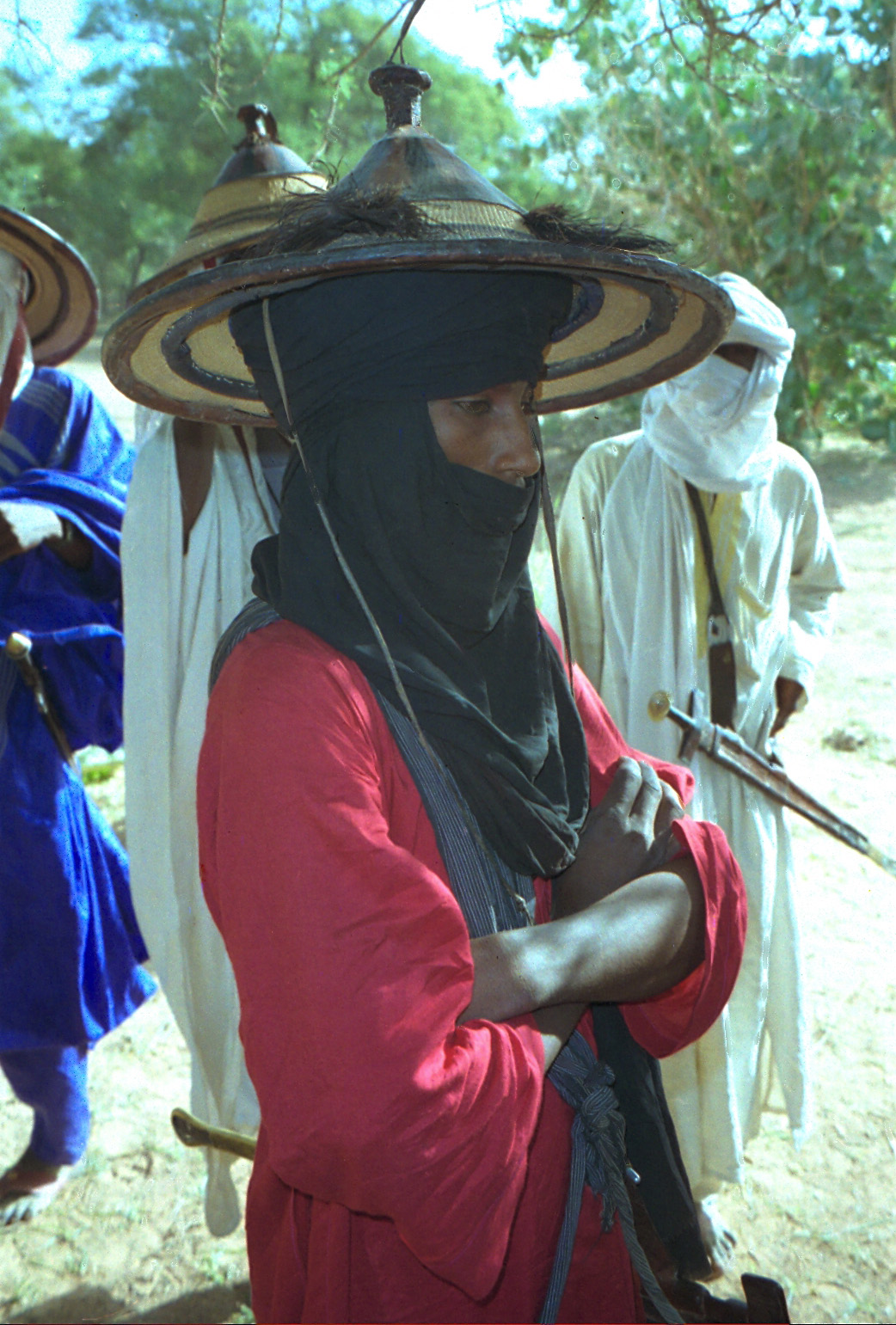
Un Bodaado (singularul pentru Wadaabe) - bărbat fula

Există multe nume (și grafii de nume), utilizate în alte limbi pentru a se referi la etnia fulɓe. Fulani din limba engleză este împrumutat din limba hausa. Termenul limba fula, din grupul de limbi mandinga, este utilizat în limba engleză și scris, uneori, Fulah sau Fullah. Fula și fulani sunt frecvent utilizate în limba engleză, inclusiv în Africa. Francezii au împrumutat un termen din limba wolof: pël, care este scris: Peul, Peulh și chiar Peuhl. Mai recent, fulfulde / pulaar, care sunt termeni din limba fulɓe, care este un substantiv la plural (la singular: pullo) a fost anglicizat ca Fulbe,. În portugheză sunt utilizați termenii fula sau futafula. Termenii Fallata, Fallatah sau Fellata sunt din limba kanuri, etnonime cu care fulanii sunt identificați în Sudan.

## Distribuția geografică

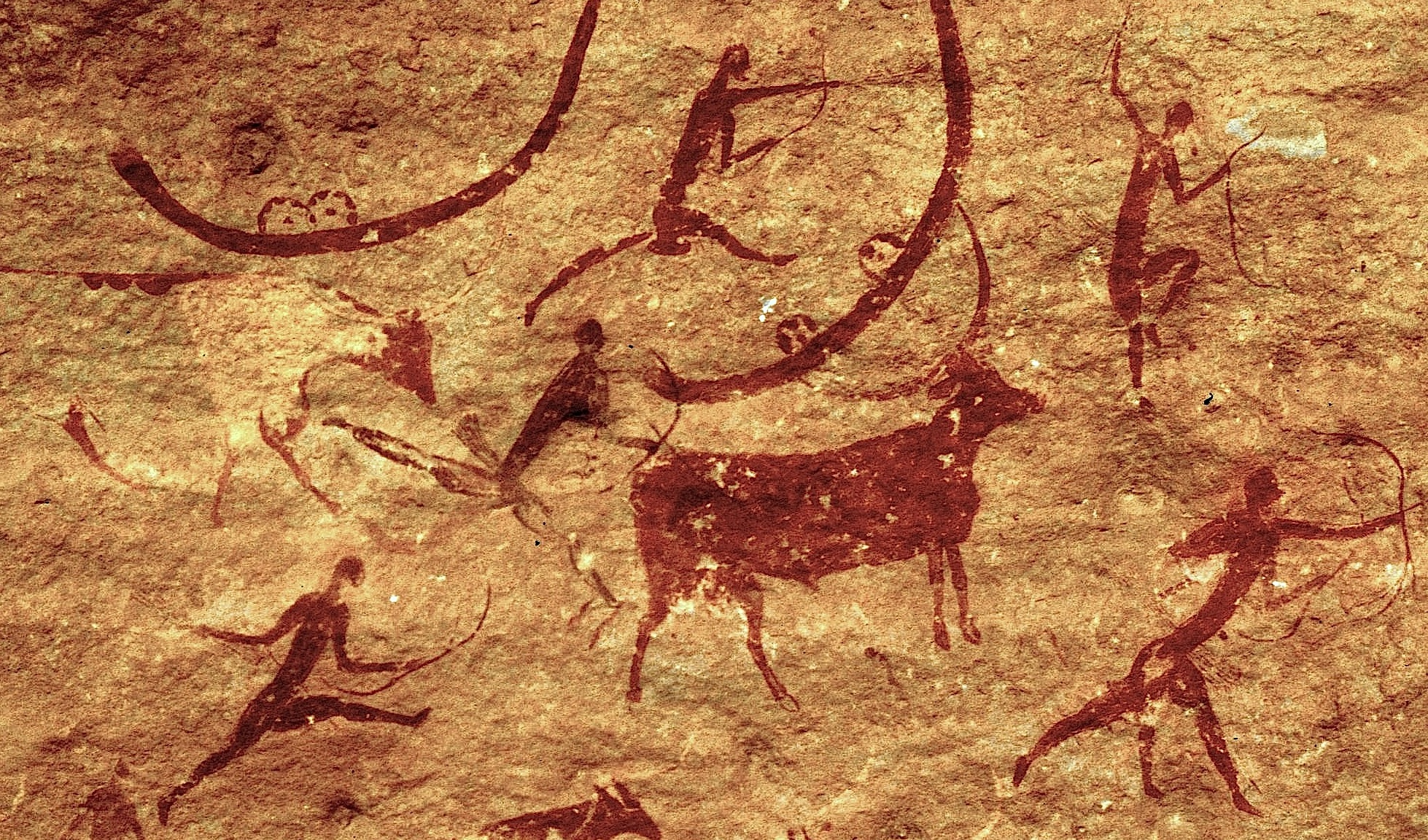
Cel mai faimos exemplar de Artă rupestră, în Tassili n'Ajjer. Fulanii îl consideră ca prima atestare a poporului lor, acum 6000 de ani.

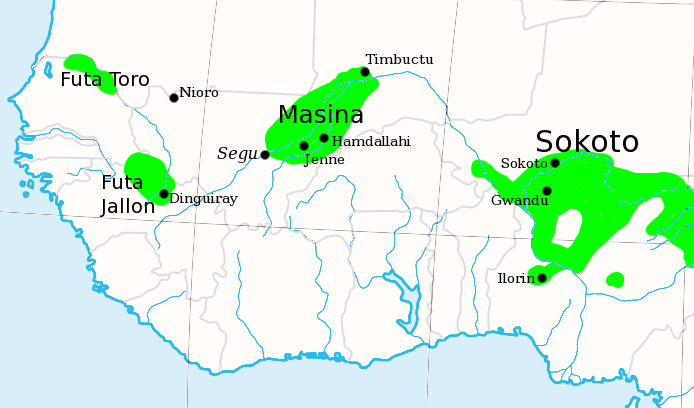
Fulanii au contribuit la formarea unor teocrații islamice și au condus multe state jihadiste, precum Imperiul Masina, Imperiul Toucouleur(Futanke) sau Califatul Sokoto

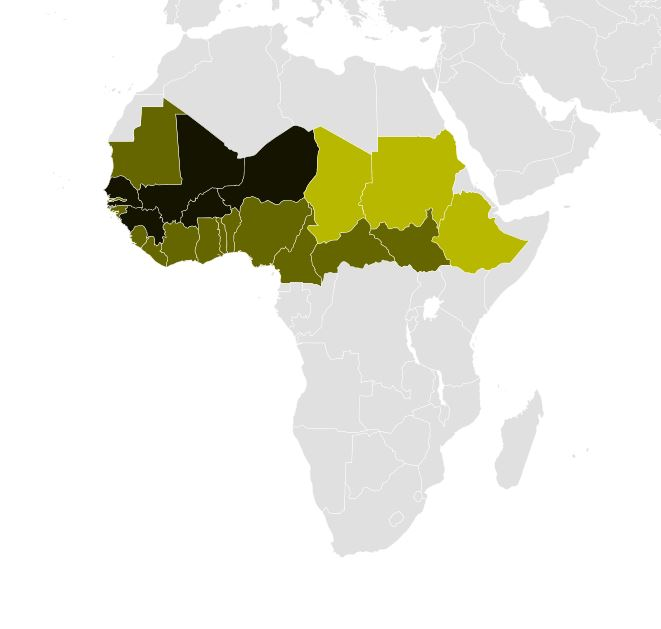
O hartă a distribuției etniei fula. Verde inchis: un important grup etnic; mai deschis: semnificativ; foarte deschis: minor.

Fulanii sunt împrăștiați pe scară largă, prin Sahel, de la Atlantic la Marea Roșie, în special în Africa de Vest. Țările în care acestea sunt prezenți includ Mauritania, Ghana, Senegal, Guineea, Gambia, Mali, Nigeria, Sierra Leone, Ghana, Burkina Faso, Guineea-Bissau, Camerun, Coasta de Fildeș, Niger, Ciad, Togo, Sudanul de Sud în Republica Centrafricană, Liberia, și în est până la Marea Roșie, în Sudan și Egipt. Cu excepția țărilor: Guineea, Senegal, Mali, Burkina Faso și Niger, unde fulanii alcătuiesc cel mai mare grup etnic, fulanii sunt fie semnificativi, fie un grup etnic minoritar în aproape toate celelalte țări în care trăiesc. Mulți dintre ei vorbesc și limbile țărilor în care locuiesc, ceea ce face ca mulți fulani să fie bilingvi sau chiar trilingvi. Este vorba de limbi ca franceza, hausa, bambara, wolof și araba.
Concentrații majore de fulani există în Fouta-Djallon, zonă muntoasă a centrală Guineei centrale și de sud, în nordul Sierrei Leone; în pășunile savanelor Futa Tooro din Senegal și din sudul Mauritaniei; în zona deltei interioare a Nigerului - numită Massina, în Mali; și mai ales în regiunile din jurul Mopti și Nioro Du Sahel, în regiunea Kayes; așzările Borgu din Benin, Togo și Nigeria central-vestică; în nordul Burkinei Faso, în regiunea Sahel, provinciile Seno, Wadalan, și Soum; și suprafețele ocupate de Califatul Sokoto, care include ceea ce este acum Sudul Nigerului și Nigeria de Nord (Tahoua, Katsina, Sokoto, Statul Kebbi, Zinder, Bauchi, Diffa, Statul Yobe, Statul Gombe și, mai departe spre est, în valea râului Benue din nord-estul Nigeriei și nordul Camerunului).

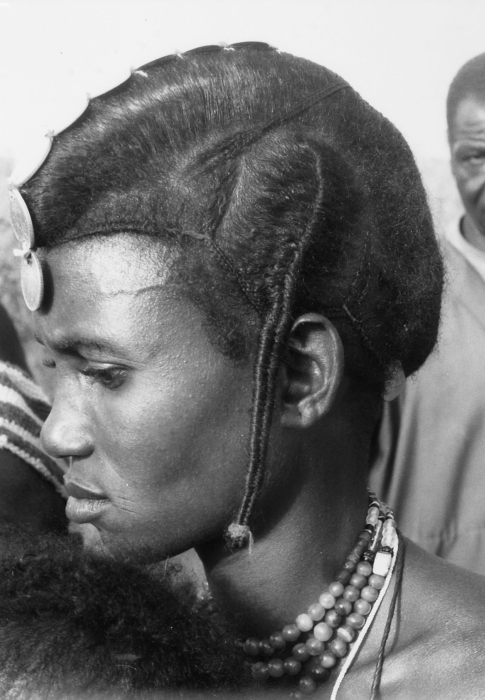
Femeie fula cu o coafură traditională

Fulanii sedentari trăiesc în sate și orașe și au renunțat la viața nomadă complet, în favoarea uneia urbane.  Astăzi, orașe cu populație majoritară fula sunt: Labé, Pita, Mamou și Dalaba în Guineea, Kaedi, Matam și Podor în Senegal și Mauritania, Bandiagara, Mopti, Dori, Gorom-Gorom și Djibo în Mali și Burkina Faso, la cotul Nigerului, și Birnin Kebbi, Gombe, Yola, Jalingo, Mayo Belwa, Mubi, Maroua, Ngaoundere, Girei și Garoua în Camerun și Nigeria; în cele mai multe dintre aceste comunități, fulanii sunt de obicei percepuți ca o clasă conducătoare.
| Principalele grupuri fula și varietățile dialectale      |  |                       |                                                                    |
| Fulbe Adamawa                                            |  | Estic                 | Fulfulde Adamawa (Fombinaare)                                      |
| Fulbe Mbororo \| \| \| \| \| Fulani din Nigeria \| \| \| |  | Estic                 | Fulfulde Sokoto (Woylaare) & Adamawa (Fombinaare)                  |
| Fulbe Bagirmi                                            |  | Estic                 | Fulfulde Adamawa (Fombinaare) & Bagirmi                            |
| Fulbe Sokoto                                             |  | Estic                 | Fulfulde Sokoto (Woylaare)                                         |
| Fulbe Gombe                                              |  | Estic                 | Fulfulde Sokoto (Woylaare) - Adamawa (Fombinaare) Tranzițional     |
| Fulbe Borgu                                              |  | Central               | Fulfulde Borgu & Western Niger (Jelgoore)                          |
| Fulbe Jelgooji                                           |  | Central               | Fulfulde Western Niger (Jelgoore) & Massina (Massinakoore)         |
| Fulbe Massina                                            |  | Central               | Fulfulde Massina (Massinakoore)                                    |
| Fulbe Nioro                                              |  | Vestic                | Pulaar - Fulfulde Fuua Tooro - Massina (Massinakoore) Tranzițional |
| Fulbe Futa Jallon                                        |  | Vestic                | Pular Fuuta Jallon                                                 |
| Fulbe Futa Tooro                                         |  | Vestic                | Pulaar Fuuta Tooro                                                 |
| Fulbe Fuladu                                             |  | Vestic                | Pulaar - Pular Fuuta Tooro - Fuuta Jallon Tranzițional             |
| Imagine indisponibilă                                    |  | Imagine indisponibilă |                                                                    |
| Fulani din Nigeria                                       |  |                       |                                                                    |

## Istorie
Originile fulanilor sunt neclare, fiind propuse diverse teorii. 

 